# Magnus Haglund
Magnus Haglund (Halmstad, 15 april 1973) is een Zweeds voormalig voetballer en sinds 2019 hoofdcoach van Halmstads BK.

## Trainerscarrière
Haglund begon zijn trainerscarrière bij laagvliegers Stafsinge IF en Laholms FK. Zijn eerste serieuze trainersklus kreeg hij bij IF Elfsborg, uitkomend in de Allsvenskan. Hij behaalde met Elfsborg in 2006 de eerste landstitel sinds 45 jaar. In januari 2012 tekende hij een tweejarig contract bij het Noorse Lillestrøm SK. In 2015 keerde Haglund weer terug bij Elfsborg als hoofdcoach. Hij was er twee jaar hoofdcoach. In 2019 werd Haglund de eindverantwoordelijke bij zijn thuisclub Halmstads BK.

## Erelijst

### Als manager
Elfsborg
- Allsvenskan

2006